# 行政院院長在任時間排行
下表列出中華民國歷任行政院院長執政時間長度排名。
注：本条目中人物在任日数可能未更新导致显示不正确，建议先刷新以获取最新数据。
| 排行 | 姓名   | 天數 | 天數 | 就任           | 卸任           | 備註 |
| ---- | ------ | ---- | ---- | -------------- | -------------- | --- |
| 1    | 陳誠   | 3519 | 1539 | 1950年3月15日  | 1954年6月1日   | 1954年5月20日至同年6月1日，以副總統身分兼任閣揆。                                                                                        |
| 1    | 陳誠   | 3519 | 1980 | 1958年7月15日  | 1963年12月16日 | 全任以副總統身分兼任閣揆。 |
| 2    | 蔣中正 | 3135 | 386  | 1930年11月24日 | 1931年12月15日 | 行憲前 |
| 2    | 蔣中正 | 3135 | 747  | 1935年12月16日 | 1938年1月1日   | 行憲前 |
| 2    | 蔣中正 | 3135 | 2002 | 1939年12月11日 | 1945年6月4日   | 行憲前，1943年10月10日起兼任國民政府主席。                                                                                               |
| 3    | 嚴家淦 | 3090 | 3090 | 1963年12月16日 | 1972年6月1日   | 單一任期最長。1966年5月20日起，以副總統身份兼任閣揆。                                                                                    |
| 4    | 孫運璿 | 2192 | 2192 | 1978年6月1日   | 1984年6月1日   | |
| 5    | 蔣經國 | 2178 | 2178 | 1972年6月1日   | 1978年5月19日  | |
| 6    | 蘇貞昌 | 1961 | 481  | 2006年1月25日  | 2007年5月21日  | 陳水扁任命。 |
| 6    | 蘇貞昌 | 1961 | 1478 | 2019年1月14日  | 2023年1月31日  | 蔡英文任命，為首位由2位不同總統任命之行政院長。解嚴後總任期最長，總統直選後單一任期最長。                                                |
| 7    | 俞國華 | 1826 | 1826 | 1984年6月1日   | 1989年6月1日   | 任內解嚴。 |
| 8    | 連戰   | 1647 | 1647 | 1993年2月27日  | 1997年9月1日   | 解嚴後單一任期最長；1996年5月20日至1997年9月1日，以副總統身分兼任閣揆，為最後一位兼任此二職者。                                          |
| 9    | 俞鴻鈞 | 1505 | 1505 | 1954年6月1日   | 1958年7月15日  | |
| 10   | 汪兆銘 | 1417 | 1417 | 1932年1月29日  | 1935年12月16日 | 行憲前。後投奔大日本帝国，成為汪精衛政府首腦。                                                                                           |
| 11   | 游錫堃 | 1096 | 1096 | 2002年2月1日   | 2005年2月1日   | |
| 12   | 郝柏村 | 1002 | 1002 | 1990年6月1日   | 1993年2月27日  | |
| 13   | 蕭萬長 | 992  | 992  | 1997年9月1日   | 2000年5月20日  | |
| 14   | 吳敦義 | 879  | 879  | 2009年9月10日  | 2012年2月6日   | |
| 15   | 張俊雄 | 848  | 483  | 2000年10月6日  | 2002年2月1日   | |
| 15   | 張俊雄 | 848  | 365  | 2007年5月21日  | 2008年5月20日  | |
| 16   | 孔祥熙 | 709  | 709  | 1938年1月1日   | 1939年12月11日 | 行憲前 |
| 17   | 譚延闓 | 697  | 697  | 1928年10月25日 | 1930年9月22日  | 行憲前 |
| 18   | 江宜樺 | 658  | 658  | 2013年2月18日  | 2014年12月8日  | |
| 19   | 宋子文 | 635  | 635  | 1945年6月4日   | 1947年3月1日   | 行憲前 |
| 20   | 賴清德 | 493  | 493  | 2017年9月8日   | 2019年1月14日  | |
| 21   | 劉兆玄 | 478  | 478  | 2008年5月20日  | 2009年9月10日  | |
| 22   | 林全   | 476  | 476  | 2016年5月20日  | 2017年9月8日   | 無黨籍 |
| 23   | 陳建仁 | 475  | 475  | 2023年1月31日  | 2024年5月20日  | |
| 24   | 毛治國 | 420  | 420  | 2014年12月8日  | 2016年2月1日   | |
| 25   | 張群   | 402  | 402  | 1947年4月23日  | 1948年5月29日  | 任內行憲。 |
| 26   | 陳冲   | 378  | 378  | 2012年2月6日   | 2013年2月18日  | |
| 27   | 卓榮泰 | 369  | 369  | 2024年5月20日  | 現任           | |
| 28   | 李煥   | 365  | 365  | 1989年6月1日   | 1990年6月1日   | |
| 29   | 謝長廷 | 358  | 358  | 2005年2月1日   | 2006年1月25日  | |
| 30   | 閻錫山 | 275  | 275  | 1949年6月13日  | 1950年3月15日  | 行憲後最後一位於中国大陆（廣州）就職的行政院長，行政院於任內先後遷重慶、成都及臺北。時任代總統李宗仁稱病未能視事，曾名義上代行總統職權。 |
| 31   | 翁文灝 | 208  | 208  | 1948年5月29日  | 1948年12月23日 | 行憲後，遷臺前。後投奔中华人民共和国，並出任全國政協委員。                                                                               |
| 32   | 唐飛   | 139  | 139  | 2000年5月20日  | 2000年10月6日  | 本身中國國民黨籍，然而任命他的陳水扁為民主進步黨籍。                                                                                     |
| 33   | 孫科   | 119  | 28   | 1932年1月1日   | 1932年1月29日  | 行憲前 |
| 33   | 孫科   | 119  | 91   | 1948年12月23日 | 1949年3月24日  | 行憲後，遷臺前。最後一位於首都南京市就任的行政院長，任內遷往廣州。                                                                       |
| 34   | 張善政 | 109  | 109  | 2016年2月1日   | 2016年5月20日  | 任閣揆時為無黨籍，後加入中國國民黨。 |
| 35   | 何應欽 | 81   | 81   | 1949年3月24日  | 1949年6月13日  | 行憲後，遷臺前。 |

## 在任紀錄
- 總任期最長的行政院院長：陳誠，3519天（9年8個月），任期：1950年3月15日－1954年6月1日、1958年7月15日－1963年12月16日
  - 總統民選後總任期最長的行政院院長：蘇貞昌，1961天（5年4個半月），任期：2006年1月25日－2007年5月21日、2019年1月14日－2023年1月31日
- 總任期最短的行政院院長：何應欽，81天（2個月21天），任期：1949年3月24日－6月13日
  - 總統民選後總任期最短的行政院院長：張善政，109天（3個月19天），任期：2016年2月1日－5月20日
- 單一任期最長的行政院院長：嚴家淦，3090天（8年5個半月），任期：1963年12月16日－1972年6月1日
  - 總統民選後單一任期最長的行政院院長：蘇貞昌，1478天（4年17天），任期：2019年1月14日－2023年1月31日
- 單一任期最短的行政院院長：孫科（第一次），28天，任期：1932年1月1日－1月29日
  - 行憲後單一任期最短的行政院院長：何應欽（見上）
  - 總統民選後單一任期最短的行政院院長：張善政（見上）
- 組閣最多次的行政院院長：蔣中正，共組閣3次，任期：1930年11月24日－1931年12月15日、1935年12月16日－1938年1月1日、1939年12月11日－1945年6月4日
  - 其他曾2度組閣的行政院院長：孫科、陳誠、張俊雄、蘇貞昌
    - 2次組閣間隔時間最短的行政院院長：蔣中正（第二次、第三次），1年11個月10天
    - 2次組閣間隔時間最長的行政院院長：孫科，16年10個月24天
    - 唯一在行憲前、行憲後都曾組閣的行政院院長：孫科
    - 唯一由不同民選總統任命的行政院院長：蘇貞昌